# Vuelta a España 1982
La 37.ª edición de la Vuelta a España se disputó del 20 de abril al 9 de mayo de 1982 con un recorrido de 3456 km dividido en un prólogo y 19 etapas, dos de ellas dobles, con inicio en Santiago de Compostela y final en Madrid.
Participaron 100 corredores repartidos en 10 equipos de los que solo lograron finalizar la prueba 76 ciclistas.
El vencedor, el español Marino Lejarreta, cubrió la prueba a una velocidad media de 36,855 km/h. El belga Michel Pollentier y el sueco Sven-Åke Nilsson le acompañaron en el podio final de Madrid.
Sin embargo ninguno de ellos partía entre los favoritos iniciales de la prueba ya que era Claude Criquielion el candidato extranjero más firme al triunfo final y entre los españoles sonaban como ganadores un gran número de ciclistas, destacando entre ellos Juan Fernández, Vicente Belda, Pedro Muñoz, Faustino Rupérez, Alberto Fernández o Ángel Arroyo.
Tras el dominio inicial del belga Eddy Planckaert en los sprints, Criquielion se hizo con el maillot amarillo en la 4.ª etapa, Santander-Reinosa.
La sexta etapa supuso la primera etapa de la historia emitida en directo por TVE. La victoria fue para José Luis Laguía.
Ángel Arroyo tomó el liderato al final de la 10.ª etapa, en la cual se ascendieron varias cotas montañosas. Sorprendentemente, al día siguiente, en una etapa sin gran dificultad, Arroyo perdía casi un minuto respecto a sus rivales, permaneciendo en primera posición por muy pocos segundos. Sin embargo, en la contrarreloj de la 15.ª etapa, el corredor abulense realizó una excelente etapa y se situaba destacado en la general.
La 17.ª etapa, con comienzo en San Fernando de Henares y final en el puerto de Navacerrada, suponía la última etapa de montaña de la Vuelta. Pedro Muñoz, Vicente Belda y Ángel Arroyo llegaron a meta destacados.
En la meta final de Madrid, Ángel Arroyo era coronado como vencedor de la Vuelta a España. Sin embargo, Arroyo daría positivo en el control antidopaje de la etapa de Navacerrada, además de otros corredores, entre los que se incluían Muñoz, Belda y Fernández. Ángel Arroyo fue desposeído del título, que pasó a manos de un joven Marino Lejarreta. 

## Etapas
| Etapa   | Fecha       | Recorrido                              | Km        | Ganador                  | Líder              |
| Prólogo | 20 de abril | Santiago de Compostela                 | 6,7 (CRI) | Marc Gomez               | Marc Gomez         |
| 1.ªa    | 21 de abril | Santiago de Compostela-La Coruña       | 97        | Eddy Planckaert          | Marc Gomez         |
| 1.ªb    | 21 de abril | La Coruña-Lugo                         | 97        | Eddy Planckaert          | Marc Gomez         |
| 2.ª     | 22 de abril | Lugo-Gijón                             | 240       | Eddy Planckaert          | Marc Gomez         |
| 3.ª     | 23 de abril | Gijón-Santander                        | 208       | Eddy Planckaert          | Marc Gomez         |
| 4.ª     | 24 de abril | Santander-Reinosa                      | 196       | Antonio Coll             | Claude Criquielion |
| 5.ª     | 25 de abril | Reinosa-Logroño                        | 230       | Ángel Camarillo          | Claude Criquielion |
| 6.ª     | 26 de abril | Logroño-Zaragoza                       | 190       | José Luis Laguía         | Claude Criquielion |
| 7.ª     | 27 de abril | Zaragoza-Sabiñánigo                    | 146       | Enrique Martínez Heredia | Claude Criquielion |
| 8.ª     | 28 de abril | Sabiñánigo-Lérida                      | 216       | Jesús Hernández Úbeda    | Claude Criquielion |
| 9.ª     | 29 de abril | Artesa de Segre-Puigcerdá              | 182       | José Luis Laguía         | Claude Criquielion |
| 10.ª    | 30 de abril | Puigcerdá-San Quirico de Tarrasa       | 181       | Sven-Åke Nilsson         | Ángel Arroyo       |
| 11.ª    | 1 de mayo   | San Quirico de Tarrasa-Barcelona       | 143       | José Luis Laguía         | Ángel Arroyo       |
| 12.ª    | 2 de mayo   | Salou-Nules                            | 200       | Eddy Planckaert          | Ángel Arroyo       |
| 13.ª    | 3 de mayo   | Nules-Antella                          | 195       | José Recio               | Ángel Arroyo       |
| 14.ª    | 4 de mayo   | Antella-Albacete                       | 153       | Dominique Arnaud         | Ángel Arroyo       |
| 15.ªa   | 5 de mayo   | Albacete-Tomelloso                     | 119       | Eddy Vanhaerens          | Ángel Arroyo       |
| 15.ªb   | 5 de mayo   | Tomelloso-Campo de Criptana            | 35 (CRI)  | Ángel Arroyo             | Ángel Arroyo       |
| 16.ª    | 6 de mayo   | C. de Criptana-San Fernando de Henares | 176       | Willy Sprangers          | Ángel Arroyo       |
| 17.ª    | 7 de mayo   | San Fernando de Henares-Navacerrada    | 178       | Marino Lejarreta         | Marino Lejarreta   |
| 18.ª    | 8 de mayo   | Palazuelos de Eresma (Destilerías Dyc) | 184       | Juan Fernández           | Marino Lejarreta   |
| 19.ª    | 9 de mayo   | Madrid                                 | 84        | Eddy Vanhaerens          | Marino Lejarreta   |

## Equipos participantes
| Equipo        | Jefe de filas    |
| Kelme         | Juan Fernández   |
| Zor           | Faustino Rupérez |
| Wickes        | Eddy Planckaert  |
| Wolber-Spidel | Sven-Åke Nilsson |
| Reynolds      | Ángel Arroyo     |

| Equipo             | Jefe de filas     |
| Teka               | Marino Lejarreta  |
| Safir              | Michel Pollentier |
| Hueso              | Ginés García      |
| Puch-Eorotex       | Reimund Dietzen   |
| Van de Ven - Moser | Dirk Heirweg      |

## Clasificaciones
En esta edición de la Vuelta a España se diputaron seis clasificaciones que dieron los siguientes resultados:
| \| 1. \| Ángel Arroyo \| España \| REY \| 95h 45' 28" \| \| \| 2. \| Marino Lejarreta \| España \| TEK \| + 1' 55" \| \| \| 3. \| Alberto Fernández \| España \| TEK \| + 1' 57" \| \| \| 4. \| Michel Pollentier \| Bélgica \| SAF \| + 2' 13" \| \| \| 5. \| Sven-Åke Nilsson \| Suecia \| WOL \| + 3' 12" \| \| \| 6. \| Faustino Rupérez \| España \| ZOR \| + 4' 09" \| \| \| 7. \| José Luis Laguía \| España \| REY \| + 4' 32" \| \| \| 8. \| Pierre-Raymond Villemiane \| Francia \| WOL \| + 4' 38" \| \| \| 9. \| Stefan Mutter \| Suiza \| PUC \| + 6' 14" \| \| \| 10. \| Jaime Vilamajo \| España \| KEL \| + 6' 15" \| \| |                           |         |     |             |  |
| 1. | Ángel Arroyo              | España  | REY | 95h 45' 28" |  |
| 2. | Marino Lejarreta          | España  | TEK | + 1' 55"    |  |
| 3. | Alberto Fernández         | España  | TEK | + 1' 57"    |  |
| 4. | Michel Pollentier         | Bélgica | SAF | + 2' 13"    |  |
| 5. | Sven-Åke Nilsson          | Suecia  | WOL | + 3' 12"    |  |
| 6. | Faustino Rupérez          | España  | ZOR | + 4' 09"    |  |
| 7. | José Luis Laguía          | España  | REY | + 4' 32"    |  |
| 8. | Pierre-Raymond Villemiane | Francia | WOL | + 4' 38"    |  |
| 9. | Stefan Mutter             | Suiza   | PUC | + 6' 14"    |  |
| 10. | Jaime Vilamajo            | España  | KEL | + 6' 15"    |  |

| \| 1. \| Marino Lejarreta \| España \| TEK \| 95h 47' 23" \| \| \| 2. \| Michel Pollentier \| Bélgica \| SAF \| + 18" \| \| \| 3. \| Sven-Åke Nilsson \| Suecia \| WOL \| + 1' 17" \| \| \| 4. \| Faustino Rupérez \| España \| ZOR \| + 2' 14" \| \| \| 5. \| José Luis Laguía \| España \| REY \| + 2' 37" \| \| \| 6. \| Pierre-Raymond Villemiane \| Francia \| WOL \| + 2' 43" \| \| \| 7. \| Stefan Mutter \| Suiza \| PUC \| + 4' 18" \| \| \| 8. \| Jaime Vilamajo \| España \| KEL \| + 4' 19" \| \| \| 9. \| Marc Durant \| Francia \| WOL \| + 5' 10" \| \| \| 10. \| Álvaro Pino \| España \| ZOR \| + 5' 53" \| \| |                           |         |     |             |  |
| 1. | Marino Lejarreta          | España  | TEK | 95h 47' 23" |  |
| 2. | Michel Pollentier         | Bélgica | SAF | + 18"       |  |
| 3. | Sven-Åke Nilsson          | Suecia  | WOL | + 1' 17"    |  |
| 4. | Faustino Rupérez          | España  | ZOR | + 2' 14"    |  |
| 5. | José Luis Laguía          | España  | REY | + 2' 37"    |  |
| 6. | Pierre-Raymond Villemiane | Francia | WOL | + 2' 43"    |  |
| 7. | Stefan Mutter             | Suiza   | PUC | + 4' 18"    |  |
| 8. | Jaime Vilamajo            | España  | KEL | + 4' 19"    |  |
| 9. | Marc Durant               | Francia | WOL | + 5' 10"    |  |
| 10. | Álvaro Pino               | España  | ZOR | + 5' 53"    |  |

| \| 1. \| Stefan Mutter \| Suiza \| PUC \| 172 puntos \| \| 2. \| José Luis Laguía \| España \| REY \| 133 puntos \| \| 3. \| Eddy Vanhaerens \| Bélgica \| SAF \| 128 puntos \| |                  |         |     |            |
| 1. | Stefan Mutter    | Suiza   | PUC | 172 puntos |
| 2. | José Luis Laguía | España  | REY | 133 puntos |
| 3. | Eddy Vanhaerens  | Bélgica | SAF | 128 puntos |

| \| 1. \| José Luis Laguía \| España \| REY \| 90 puntos \| \| 2. \| Juan Fernández \| España \| KEL \| 60 puntos \| \| 3. \| José Recio \| España \| KEL \| 53 puntos \| |                  |        |     |           |
| 1. | José Luis Laguía | España | REY | 90 puntos |
| 2. | Juan Fernández   | España | KEL | 60 puntos |
| 3. | José Recio       | España | KEL | 53 puntos |

| \| 1. \| Benny Schepmans \| Bélgica \| VVM \| 34 puntos \| |                 |         |     |           |
| 1.                                                         | Benny Schepmans | Bélgica | VVM | 34 puntos |

| \| 1. \| Marc Van Geel \| Bélgica \| SAF \| - \| |               |         |     |   |
| 1.                                               | Marc Van Geel | Bélgica | SAF | - |

| \| 1. \| Kelme \| España \| KEL \| 287h 14' 05" \| |       |        |     |              |
| 1.                                                 | Kelme | España | KEL | 287h 14' 05" |

## Banda sonora
TVE cubre esta prueba escogiendo como banda sonora la canción "Me estoy volviendo loco", del grupo tecno Azul y Negro.